# Морісіма Цукаса
Морісіма Цукаса (яп. 森島 司; нар. 25 квітня 1997) — японський футболіст, що грав на позиції півзахисника.

## Клубна кар'єра
У дорослому футболі дебютував 2016 року виступами за команду клубу «Санфрече Хіросіма».

## Кар'єра в збірній
Дебютував 2019 року в офіційних матчах у складі національної збірної Японії. У формі головної команди країни зіграв 2 матчі.

## Статистика виступів
| Збірна Японії | Збірна Японії | Збірна Японії |
| Рік           | Матчі         | Голи          |
| ------------- | ------------- | ------------- |
| 2019          | 2             | 0             |
| Загалом       | 2             | 0             |

## Титули і досягнення
- Володар Суперкубка Японії (1):

«Санфречче Хіросіма»: 2016
- Володар Кубка Джей-ліги (1):

«Санфречче Хіросіма»: 2022
Збірні
- Переможець Чемпіонату Східної Азії: 2022